# Władca Pierścieni: Dwie wieże
Władca Pierścieni: Dwie wieże (ang. The Lord of the Rings: The Two Towers) – drugi film z trylogii Władca Pierścieni w reżyserii Petera Jacksona. Światowa premiera miała miejsce 5 grudnia 2002 r.
Film jest adaptacją drugiej części powieści J.R.R. Tolkiena Władca Pierścieni zatytułowanej Dwie wieże. Kręcono go w plenerach Nowej Zelandii równocześnie z dwiema pozostałymi częściami trylogii. Jest on kontynuacją filmu Władca Pierścieni: Drużyna Pierścienia, a kolejną częścią trylogii jest Powrót króla.
Serwis Rotten Tomatoes przyznał mu wynik 95%.

## Fabuła
Źródło: Filmsite
W Emyn Muil Frodo ma sen o tym jak Gandalf nadal walczy z Balrogiem. Jego i Sama napada Gollum, który po ucieczce z tortur w Barad-dûr, twierdzy Saurona, śledził Drużynę Pierścienia od momentu wejścia do Morii, by mieć z powrotem Jedyny Pierścień. Był dawniej znany jako hobbit Sméagol, który pod wpływem pierścienia stał się stworem Gollumem. Frodo neutralizuje Golluma, ale okazuje mu litość. Każe mu zaprowadzić ich do Czarnej Bramy, jednej z twierdz Mordoru, jako że zna drogę do tej krainy. Gollum przyrzeka, że nie zrobi krzywdy hobbitom. Saruman zamierza podbić ludzki kraj Rohan. Orkowie i, podjudzani przez Sarumana, Dunlendingowie masakrują kolejne wioski Rohirrimów. Ginie też Théodred, syn i następca króla Rohanu, Théodena, usiłując powstrzymać najazd wojsk Isengardu. Rohanem rządzi naprawdę Gríma Gadzi Język, zaufany doradca niedołężnego Théodena i naciskający na sojusz z Sarumanem.
Kierujących się do Isengardu Uruk-hai i orków z pojmanymi Merrym i Pippinem atakują Jeźdźcy Rohanu pod dowództwem Éomera, siostrzeńca Théodena. Éomer, nieufny wobec Gadziego Języka i chcący zmniejszyć jego wpływy na dworze, zostaje oskarżony o zdradę i wygnany z Jeźdźcami Rohana przez Théodena. Aragorn, Legolas i Gimli udający się na pomoc hobbitom dowiadują od Jeźdźców Rohanu, że zaatakowali wcześniej grupę orków nie zostawiając nikogo przy życiu. Badając miejsce walki Aragorn dochodzi jednak do wniosku, że Merry i Pippin przeżyli i uciekli do pobliskiego lasu Fangorn. Merry i Pippin zaprzyjaźniają się z entem Drzewcem, deklarującym neutralność. Gollum prowadzi Froda i Sama przez ukrytą ścieżkę na Martwych Bagnach, by uniknąć wykrycia przez Nazgûli. Docierają do Czarnej Bramy, jednak z powodu zbyt dużego ryzyka złapania przez Easterlingów, Gollum sugeruje bezpieczniejszą drogę wiodącą przez Ithilien.
W Fangornie Aragornowi, Legolasowi i Gimliemu ukazuje się wciąż żywy Gandalf. Wyjaśnia, że po upadku w otchłań toczył ciężki bój z Balrogiem na szczycie góry, i po zabiciu go, zmartwychwstał jako Gandalf Biały. Zapewnia również, że Merry i Pippin są cali i zdrowi. Po spotkaniu Cienistogrzywego, mearasa Gandalfa, cała czwórka dociera do Edoras, stolicy Rohanu. Okazuje się, że Gríma to w rzeczywistości szpieg Sarumana, który doprowadził do przedwczesnej starości i obojętności Théodena. Gandalf łamie zaklęcia Sarumana i Théoden odzyskuje siły witalne i sprawność umysłu. Gríma zostaje wygnany. Théoden, poznawszy plany Sarumana, ewakuuje Rohirrimów do Rogatego Grodu w Helmowym Jarze. Gandalf obawia, że to nie wystarczy i rusza poszukać przywróconego do łask Éomera.
Aragorn i Éowina, siostra Éomera, nawiązują bliską relację. Aragorn mówi jej, że Arwena, którą kocha, opuszcza Śródziemie, aby być ze swoim ludem w Nieśmiertelnych Krainach. W międzyczasie Gríma informuje Sarumana o słabości zewnętrznego muru w Helmowym Jarze. Saruman wysyła armię Uruk-haiów do Helmowego Jaru, rozkazując im, aby nikogo nie oszczędzili. W Ithilien Gollum jest rozdarty między lojalnością wobec Froda a nieodpartą potrzebą zdobycia Jedynego Pierścienia. Wkrótce on i hobbity są świadkami jak oddziały Południowców kierujących się do Mordoru wpadają w zasadzkę gondorskich Strażników Ithilien. Gondorczycy biorą hobbity do niewoli, uważając ich za orkowskich szpiegów. Gollumowi udaje się uciec.
W trakcie podróży do Helmowego Jaru Rohirrimowie zostają zaatakowani przez wargów Sarumana. Atak zostaje odparty, ale Aragorn zostaje zrzucony z klifu do rwącej rzeki poniżej. Wszystkim wydaje się, że nie żyje. Aragorn jednak przeżył i na brzegu rzeki budzi się, szturchnięty przez konia Brego, który dawniej należał do Théodreda. Każe koniowi zawieźć się do Helmowego Jaru, mijając po drodze armię Uruk-haiów. Tymczasem w Rivendell Elrond błaga Arwenę, aby odpłynęła statkami odpływającymi ze Śródziemia, uciekając przed zagrożeniem obecnym na tychże ziemiach. Przestrzega ją, że jeśli pozostanie w Śródziemiu, przeżyje Aragorna o tysiące lat i w końcu o nim zapomni. Elrond nawiązuje kontakt z Galadrielą, która przekonuje go, że nie powinien zostawiać ludzi na pastwę Jedynego Pierścienia.
W kryjówce Strażników ich dowódca, Faramir, odkrywa, że jego starszy brat Boromir był przyjacielem hobbitów. Frodo dowiaduje się od Faramira o śmierci Boromira. Frodo pomaga Faramirowi złapać Golluma, aby uratować go przed śmiercią z rąk Strażników. Dowiedziawszy się o Jedynym Pierścieniu, Faramir zabiera swoich jeńców do Gondoru, aby zanieść pierścień swojemu ojcu. Tymczasem Aragorn dociera do Helmowego Jaru i jego wieści o zbliżającej się hordzie Uruk-hai rzucają cień na przetrwanie obrońców. Théoden i Éowina przygotowują ludzi do bitwy, mimo dużej przewagi liczebnej. Tymczasem w Fangornie Merry i Pippin bez skutku chcą przekonać enty do pomocy Rohirrimom. Proszą jednak, by Drzewiec zaprowadził ich do Isengardu. Tam Drzewiec z rozpaczą odkrywa, że Saruman militaryzując Orthank, wyciął wszystkie drzewa rosnące we wnętrzu kręgów murów.
Gdy zapada noc, z Lothlórien przybywa batalion elfów pod dowództwem Haldira, niosąc wieści o sojuszu i pomocy od Elronda. Rozpoczyna się bitwa, w której Uruk-haie łamią zewnętrzny mur i zabijają Haldira. Obrońcy wycofują się do Rogatego Grodu, gdzie Aragorn przekonuje Théodena, by stawił czoła Uruk-haiom w ostatnim ataku. O świcie, gdy obrońcy Rogatego Grodu są przytłoczeni, Gandalf i Éomer przybywają z Jeźdźcami Rohanu, odwracając losy bitwy. Pokonani Uruk-haie uciekają do Isengardu, ale zostają zabici przez armię Entów, prowadzonych przez Merry’ego i Pippina. Enty dokonują odwetu na Sarumanie za zniszczenie drzew w Fangornie, niszcząc umocnienia wokół Orthanku i zalewając dolinę wodą z zatamowanej rzeki. Mimo zwycięstwa, Gandalf ostrzega, że Sauron odpowie odwetem i nadzieja jest tylko w dwóch hobbitach.
W tym samym czasie, przechodząc przez oblężony Osgiliath, Sam wyjaśnia Faramirowi, że Boromir zginął, bo opętała go rządza mocy Jedynego Pierścienia. Frodo nieomal zostaje porwany przez Nazgûla na skrzydlatej bestii, ale ratują go Faramir i Sam, który przypomniał Frodowi, że walczą o dobro, które wciąż pozostało w Śródziemiu. Będąc pod wrażeniem determinacji hobbitów, Faramir postanawia puścić wszystkich wolno. Sam i Frodo kontynuują wyprawę w celu zniszczenia Jedynego Pierścienia. Czując się zdradzonym pojmaniem przez Strażników Ithilien, Gollum jest rozdarty pomiędzy odzyskaniem „skarbu” a wiernością Frodowi. Zwłaszcza, że Sam pozostaje wobec niego nieufny. Uznaje, że najlepiej będzie jak podstępem zaprowadzi hobbity do kryjówki pajęczycy Szeloby, aby ich pożarła. W ten sposób mógłby zrealizować swój cel bez złamania danego im słowa.

## Obsada
| Postać                                    | Aktor                               |
| ----------------------------------------- | ----------------------------------- |
| Frodo Baggins                             | Elijah Wood                         |
| Gandalf                                   | Ian McKellen                        |
| Aragorn                                   | Viggo Mortensen                     |
| Samwise Gamgee                            | Sean Astin                          |
| Galadriela                                | Cate Blanchett                      |
| Théoden                                   | Bernard Hill                        |
| Éowina                                    | Miranda Otto                        |
| Éomer                                     | Karl Urban                          |
| Gríma Gadzi Język                         | Brad Dourif                         |
| Gimli                                     | John Rhys-Davies                    |
| Drzewiec                                  | John Rhys-Davies (głos)             |
| Meriadoc Brandybuck                       | Dominic Monaghan                    |
| Peregrin Tuk                              | Billy Boyd                          |
| Legolas                                   | Orlando Bloom                       |
| Haldir                                    | Craig Parker                        |
| Elrond                                    | Hugo Weaving                        |
| Arwena                                    | Liv Tyler                           |
| Gollum                                    | Andy Serkis (głos i motion capture) |
| Faramir                                   | David Wenham                        |
| Saruman                                   | Christopher Lee                     |
| Uglúk                                     | Nathaniel Lees                      |
| Denethor II (tylko w wersji rozszerzonej) | John Noble                          |
| Boromir (tylko w wersji rozszerzonej)     | Sean Bean                           |
| Háma                                      | John Leigh                          |

## Nagrody
Film otrzymał 2 Oscary (za efekty specjalne i montaż dźwięku) na 6 nominacji. Otrzymał również 4 MTV Movie Awards w kategoriach: Najlepszy Film, Najlepszy Zespół (Elijah Wood, Sean Astin i Gollum), najlepsza rola wizualna (Gollum) i najlepsza scena akcji (bitwa o Helmowy Jar).
Scenariusz do filmu otrzymał nagrodę Hugo w kategorii najlepsza prezentacja dramatyczna (długa forma) w 2003 roku.

## Różnice między książką a filmem
- W filmie w Bitwie o Helmowy Jar biorą udział elfowie. Wątek ten nie występuje w książce, a podczas Bitwy o Helmowy Jar nie ma żadnych elfów oprócz Legolasa.
- W filmie pojawia się Haldir, który podczas Bitwy o Helmowy Jar zostaje zabity. W powieści elfowie nie biorą udziału w tej batalii.
- W filmie dodano scenę rozmowy Arweny i Elronda na temat małżeństwa tej pierwszej z Aragornem.
- W filmie ludność Rohanu zostaje przetransportowana do Helmowego Jaru, a w powieści ruszają tam tylko siły zbrojne.
- W filmie dodano scenę potyczki żołnierzy Rohanu z wargami. W tej walce również Aragorn spada i przez jakiś czas jest uznawany za martwego.
- W powieści orkowie są przez dłuższy czas ścigani przez Rohirrimów, aż w końcu jeden z nich, Grishnákh próbuje zagarnąć dla siebie Pierścień. Wtedy zostają wypatrzeni i zgładzeni przez Rohirrimów. W filmie wygłodzeni orkowie chcą zabić i zjeść hobbitów. Grishnákh jako jedyny z orków przeżywa atak Rohirrimów, po czym ściga Merry’ego i Pippina, aż ginie zmiażdżony przez Drzewca.
- W filmie wiele scen z powieści przeniesiono do trzeciej części. Są to między innymi rozmowa z Sarumanem w zatopionym Isengardzie, zdrada Golluma i wydanie Froda Szelobie oraz Pippin oglądający palantír.
- W filmie Faramir jest kuszony przez Pierścień, podobnie jak wcześniej jego brat, ostatecznie jednak rezygnuje z tego. W powieści rezygnuje bez wahania.
- W filmie Théoden usiłuje zabić Grímę po tym, jak został uwolniony spod wpływu Sarumana, dopiero Aragorn odwodzi go od tego zamiaru. W powieści od razu pozwala mu odejść.
- W filmie Faramir i jego ludzie prowadzą spętanych hobbitów i Golluma do Osgiliath, w książce nic takiego się nie dzieje. W tej samej scenie Osgiliath zostaje zaatakowane przez Upiory Pierścienia.
- W wersji reżyserskiej pojawia się scena, w której widać, że Denethor faworyzuje Boromira, lekceważąc przy tym Faramira. Ten wątek był jedynie zasygnalizowany w powieści, a w filmie został on uwypuklony.